# Froy Gutierrez
Froylán Gutiérrez Lee (Dallas, 27 de abril de 1998) conocido como Froy Gutierrez, es un actor y músico estadounidense de origen mexicano. Es particularmente conocido por interpretar el personaje de Nolan Holloway en la serie Teen Wolf .

## Biografía
También se lanzó al canto con su primer sencillo titulado Sideswipe, del álbum del mismo nombre. En 2019, también lanzó los temas Fix me, Crash y When it's Midnight.
Estudia en Booker T.  Washington Escuela secundaria de artes escénicas y visuales de Dallas, Texas.
En una reciente entrevista, el protagonista de "The strangers chapter 1", Froy Gutierrez compartió lo siguiente:
"Reconozco totalmente el privilegio que conlleva ser "White passing", pero me molesta cuando no toman en cuenta mis raíces caxcanas y mexicanas. La mitad de mi familia vive en Guadalajara, crecí ahí hasta los 5, después nos mudamos a Dallas. Pero solía pasar largas vacaciones de verano con mi papá en México hasta los 12.
Cuando era niño sentí la necesidad de ocultar la mitad de mi vida porque no quería tener que dar explicaciones.  A veces fue escuchar a la gente burlarse de mi nombre, a veces fueron los hijos del vecino llamando a mi papá traficante de drogas, a veces es simplemente la presión de saber a qué renunció mi padre para venir a este país.
Pero siempre es un verdadero regalo.  Aprendí inglés y español al mismo tiempo, crecí en dos culturas, tengo una familia que me ama. Soy profundamente afortunado y no cambiaría mi experiencia por nada del mundo."

## Vida privada
En junio de 2023 aparece como pareja junto al actor Zane Phillips.

## Filmografía

### Cine
- 2017: A Cowgirl's Story : Jason
- 2017 : The Halloween Party (cortometraje) : Max
- 2018 : The Vampyre : un chico ingles
- 2020 : Dembanger : Wes Scott
- 2022 : Hocus Pocus 2 d'Anne Fletcher : Mike
- 2024: The Strangers: Chapter 1

### Televisión
- 2015 - 2016  : Bella y los Bulldogs : Charlie (3 episodios)
- 2016 : Los Goldberg : Ben (2 episodios)
- 2017 : One Day at a Time : Josh (4 episodios)
- 2017 : Teen Wolf : Nolan Holloway (8 episodios)
- 2018 : Liza on Demand : Doug (1 episodio)
- 2019 : Light as a Feather : Ridge Reyes (6 episodios)
- 2020 : Wireless : Brad Carnegie
- 2021 : Cruel Summer : Jamie Henson